# Missale von Silos
Das Missale von Silos oder Missale de Silos ist das älteste bekannte, in der christlichen Welt hergestellte Dokument aus Papier; es ist ein Messbuch (Missale) und stammt aus dem 11. Jahrhundert. Das Quarto-Missale besteht aus 157 Folia, von denen die Blätter 1 bis 37 aus Papier bestehen, die restlichen aus Pergament.
Streng genommen ist es nicht genau ein Missale: es wurde als Brevier-Missale bezeichnet. Auch kann es als Liber Mysticus gelten.
Das Missale wird in der Bibliothek der Abtei Santo Domingo de Silos in der Nähe von Burgos, Spanien als Kodex 6 aufbewahrt. Es gehört zu einer Anzahl liturgischer Manuskripte des mozarabischen Ritus, die in der Bibliothek von Silos trotz des von Papst Gregor VII. im Jahre 1080 ausgesprochenen Verbotes bewahrt wurden. Es ist allerdings nicht im dortigen Skriptorium erstellt worden, sondern im Kloster Santa María la Real de Nájera. Die Stadt befand sich zu jener Zeit zwar auf christlichem Territorium, jedoch wird davon ausgegangen, dass das Papier des Missale aus der arabischen Welt stammt, wahrscheinlich aus al-Andalus, dem muslimischen Spanien.

## Medieninteresse
2013 besichtigte Umberto Eco, der in seinem Roman Der Name der Rose auf Silos verweist, das Manuskript. Der Besuch Ecos fand große Beachtung in den spanischen Medien.